# Dr. Phibes Rises Again
Dr. Phibes Rises Again (titulada Retorno del doctor Phibes en España, El retorno del Dr. Phibes en Venezuela y El regreso del Dr. Phibes en Argentina) es una película de 1972 dirigida por Robert Fuest y protagonizada por Vincent Price, Robert Quarry, Peter Jeffrey, Valli Kemp y Fiona Lewis. Es la segunda parte de la cinta El abominable Dr. Phibes (1971).

## Trama
La película tiene lugar tres años después de los acontecimientos de la primera parte. El Dr. Anton Phibes (Vincent Price) se encuentra en una cripta secreta, en un estado de vida suspendida junto a su esposa Victoria (Caroline Munro). Gracias a que la luna se alineó con los planetas, la cripta se abre y Phibes vuelve a la vida. Su plan es viajar a Egipto, donde se encuentra el "río de la vida", con el fin de resucitar a su esposa y lograr la vida eterna para ambos. Para esto cuenta con la ayuda de una asistente, Vulnavia (Valli Kemp). Sin embargo, Phibes descubre que el mapa donde estaba la ubicación del río fue robado de su caja fuerte, sospechando de un egiptólogo llamado Biederbeck (Robert Quarry).
Phibes va la casa de Bierdebeck y recupera el papiro, matando al guardia que estaba en el lugar. El crimen es investigado por el inspector Trout (Peter Jeffrey), quien había investigado los asesinatos de Phibes en la película anterior. Tras esto, Phibes y Vulnavia viajan en barco a Egipto, llevando consigo el cuerpo de Victoria sellado en una cámara. En el mismo barco va Biederbeck, quien viaja al país africano sospechando que el ladrón del papiro intentará encontrar el río de la vida. Mientras está en la embarcación, Biederbeck bebe las últimas gotas que tenía de un elixir que había alargado su vida durante años, por lo que debe encontrar cuanto antes el río descrito en el papiro.
Al llegar a Egipto, Phibes y Vulnavia se dirigen a una guarida que él mismo construyó años atrás, ubicada en la tumba de un faraón. Allí, Phibes deja el cuerpo de su esposa en un compartimiento secreto, a la espera que aumente el caudal del río de la vida. Mientras tanto, el inspector Trout investiga la muerte de uno de los pasajeros del barco, sospechando por los datos recabados que posiblemente el Dr. Phibes viajaba en aquella embarcación. Biederbeck, por su parte, forma un grupo de exploración y comienza a recorrer el desierto de Egipto en busca del río de la vida. El grupo de exploración logra llegar a la montaña donde está escondido el templo del faraón y la guarida de Phibes, instalando su campamento en los alrededores.
El grupo de Biederbeck logra entrar al templo del faraón y se lleva el sarcófago en el cual Phibes había escondido el cuerpo de su esposa. Posteriormente el inspector Trout llega al campamento y les advierte que Phibes está cerca. Esa misma noche Phibes recupera el sarcófago, pero descubre que Biederbeck tiene la llave que estaba escondida dentro, la cual es necesaria para gozar de los beneficios del río. Ante esto, Phibes secuestra a la novia de Biederbeck, Diana (Fiona Lewis), quien estaba en el grupo de exploración.
Biederbeck entra a la guarida de Phibes, quien le pide la llave a cambio de la vida de Diana, ante lo cual Biederbeck se la entrega. La película termina con Phibes adentrándose al río de la vida en una balsa junto al cuerpo de su esposa, mientras Biederbeck lo ve tras una puerta metálica. Frustrado por no poder cruzar la puerta sin la llave, Biederbeck comienza a envejecer rápidamente, dado que el efecto del elixir que lo había mantenido joven durante años se acaba.

## Reparto
- Vincent Price ... Dr. Anton Phibes
- Robert Quarry ... Darrus Biederbeck
- Valli Kemp ... Vulnavia
- Peter Jeffrey ... Inspector Trout
- Fiona Lewis ... Diana Trowbridge
- Hugh Griffith ... Harry Ambrose
- Peter Cushing ... Capitán
- Beryl Reid ... Miss Ambrose
- Terry-Thomas ... Lombardo
- John Cater ... Superintendente Waverley
- Gerald Sim ... Hackett
- Lewis Fiander ... Baker
- John Thaw ... Shavers
- Keith Buckley ... Stewart
- Milton Reid ... Mayordomo
- Caroline Munro ... Victoria Regina Phibes

## Recepción
Dr. Phibes Rises Again recibió comentarios diversos por parte de la crítica cinematográfica. La película posee un 44% de comentarios "frescos" en el sitio web Rotten Tomatoes, basado en un total de 9 críticas. Steve Biodrowski de la revista Cinefantastique destacó el humor de la película y agregó: «Como cualquier buena secuela, Dr. Phibes Rises Again se basa en la primera película, reciclando lo que funcionó a la vez que añade nuevos elementos». Mark Bourne del sitio DVD Journal, por su parte, sostuvo que esta segunda parte «cae presa de la familiar maldición de la secuela - es un trabajo notablemente menor, más perezoso».